# THX (muzyka)
THX – jednorazowy projekt muzyczny z obszaru muzyki elektronicznej pod nazwą Living in Purgatory wydany w 1991 roku przez Animalized oddział wytwórni SPV. Całość wyprodukowali Jack Rebels i Peter Schmidt. Poniżej zawartość albumu.

## THX - Living in Purgatory (1991)
- 01. New World Order
- 02. Sedation
- 03. Holy City Zoo
- 04. Luv n Trust
- 05. The Right to Die
- 06. The Face of Fear
- 07. To Travel
- 08. Love Lost
- 09. Holy City Zoo - Tel Aviv mix
- 10. To Travel - Acapella mix

Materiał został nagrany podczas trwania konfliktu irackiego znanego jako I wojna w Zatoce Perskiej co uwidacznia się w tekstach:
New World Order
- I heard it on the radio (the attack)
- a 10:1 ratio (Baghdad)
- the american halos (the jets)
- international payloads (the bomb)
- psychotic man kills (genocide)
- his dreams fulfilled (with weapons)
- a strong man's will (for power)
- to be king of the hill (dictator)